# Stygobromus gradyi
Stygobromus gradyi är en kräftdjursart som beskrevs av John R. Holsinger 1974. Stygobromus gradyi ingår i släktet Stygobromus och familjen Crangonyctidae. IUCN kategoriserar arten globalt som sårbar. Inga underarter finns listade i Catalogue of Life.